# The Hearts Filthy Lesson
The Hearts Filthy Lesson [sic] is een nummer van de Britse muzikant David Bowie en het derde nummer van zijn album 1. Outside uit 1995. Het nummer werd in september 1995 uitgebracht als de leadsingle van het album.

## Achtergrond
Het nummer liet de nieuwe kant van Bowie zien, waarbij hij een door industrial rock beïnvloed geluid had. Tekstinhoudelijk is het nummer goed verbonden met de rest van het album, wat zich afspeelt in een dystopische wereld op de vooravond van de 21e eeuw. Ook laat het Bowies eigen kijk op de rituele creatie en degradatie van kunst zien.
De publieke reactie was oorspronkelijk nogal lauw, alhoewel dit later zou veranderen toen de critici het nummer hoorden in de context van het album. Ondanks dat het nummer niet erg commercieel is, bereikte het nummer de 35e plaats in het Verenigd Koninkrijk en de 41e plaats in Canada. Ook was het zijn eerste single sinds "Never Let Me Down" uit 1987 die in de Verenigde Staten de hitlijsten behaalde op nummer 92.
Het nummer was een directe favoriet tijdens de concerten van Bowie. Het nummer bereikte een cultstatus toen het werd gespeeld tijdens de aftiteling van de film Se7en uit 1995.
De videoclip van het nummer bevatte een montage van kunstzinnige verminkingen en bloederige objets d'art en werd hierdoor ook aangepast zodat het kon worden uitgezonden op MTV. De clip werd geregisseerd door Samuel Bayer, die ook de clip voor het Nirvana-nummer "Smells Like Teen Spirit" regisseerde.

## Tracklijst
- Alle nummers geschreven door Bowie, Brian Eno, Reeves Gabrels, Mike Garson, Erdal Kızılçay, Sterling Campbell, met uitzondering van "Nothing to Be Desired" geschreven door Bowie en Eno.

Cd-versie
1. "The Hearts Filthy Lesson (Radio Edit)" - 3:32
2. "I Am With Name" - 4:06
3. "The Hearts Filthy Lesson (Bowie Mix)" - 4:56
4. "The Hearts Filthy Lesson (Trent Reznor Alternative Mix)" - 5:19

Cd-versie (Verenigde Staten)
1. "The Hearts Filthy Lesson (Albumversie)" - 4:57
2. "The Hearts Filthy Lesson (Simenon Mix)" - 5:01
3. "The Hearts Filthy Lesson (Trent Reznor Alt. Mix)" - 5:19
4. "Nothing to Be Desired" - 2:15

Promotieversie (Verenigde Staten)
1. "The Hearts Filthy Lesson (Radio Edit)" - 3:32
2. "The Hearts Filthy Lesson (Simenon Mix)" - 5:01
3. "The Hearts Filthy Lesson (Trent Reznor Alternative Mix)" - 5:19
4. "The Hearts Filthy Lesson (Album version)" - 4:57

Europese Cd-versie
1. "The Hearts Filthy Lesson (Trent Reznor Alternative Mix)" - 5:19
2. "The Hearts Filthy Lesson (Bowie Mix)" - 4:56

12"-versie (Verenigd Koninkrijk)
1. "The Hearts Filthy Lesson (Trent Reznor Alternative Mix)" - 5:19
2. "The Hearts Filthy Lesson (Bowie Mix)" - 4:56
3. "The Hearts Filthy Lesson (Rubber Mix)" - 7:41
4. "The Hearts Filthy Lesson (Simple Text Mix)" - 6:38
5. "The Hearts Filthy Lesson (Filthy Mix)" - 5:51

12"-promotieversie met 1 track (Verenigd Koninkrijk)
1. "The Hearts Filthy Lesson (Trent Reznor Alternative Mix)" - 5:19

12"-promotieversie met 3 tracks (Verenigd Koninkrijk)
1. "The Hearts Filthy Lesson (Rubber Mix)" - 7:41
2. "The Hearts Filthy Lesson (Simple Text Mix)" - 6:38
3. "The Hearts Filthy Lesson (Filthy Mix)" - 5:51

12"-picture discversie (Verenigd Koninkrijk)
1. "The Hearts Filthy Lesson (Trent Reznor Alternative Mix)" - 5:19
2. "The Hearts Filthy Lesson (Bowie Mix)" - 4:57
3. "The Hearts Filthy Lesson (Rubber Mix)" - 7:41
4. "The Hearts Filthy Lesson (Simple Text Mix)" - 6:38
5. "The Hearts Filthy Lesson (Filthy Mix)" - 5:51

12"-promotieversie (Verenigde Staten)
1. "The Hearts Filthy Lesson (Good Karma Mix)" - 5:01
2. "The Hearts Filthy Lesson (Alt. Mix)" - 5:19
3. "The Hearts Filthy Lesson (Bowie Mix)" - 4:57
4. "The Hearts Filthy Lesson (Rubber Mix)" - 7:41
5. "The Hearts Filthy Lesson (Filthy Mix)" - 5:51

## Muzikanten
- David Bowie: leadzang
- Brian Eno: synthesizer, achtergrondzang gitaarbehandelingen
- Reeves Gabrels: slaggitaar
- Carlos Alomar: leadgitaar
- Erdal Kızılçay: basgitaar
- Mike Garson: piano
- Sterling Campbell: drums